# Polana Bargłowa

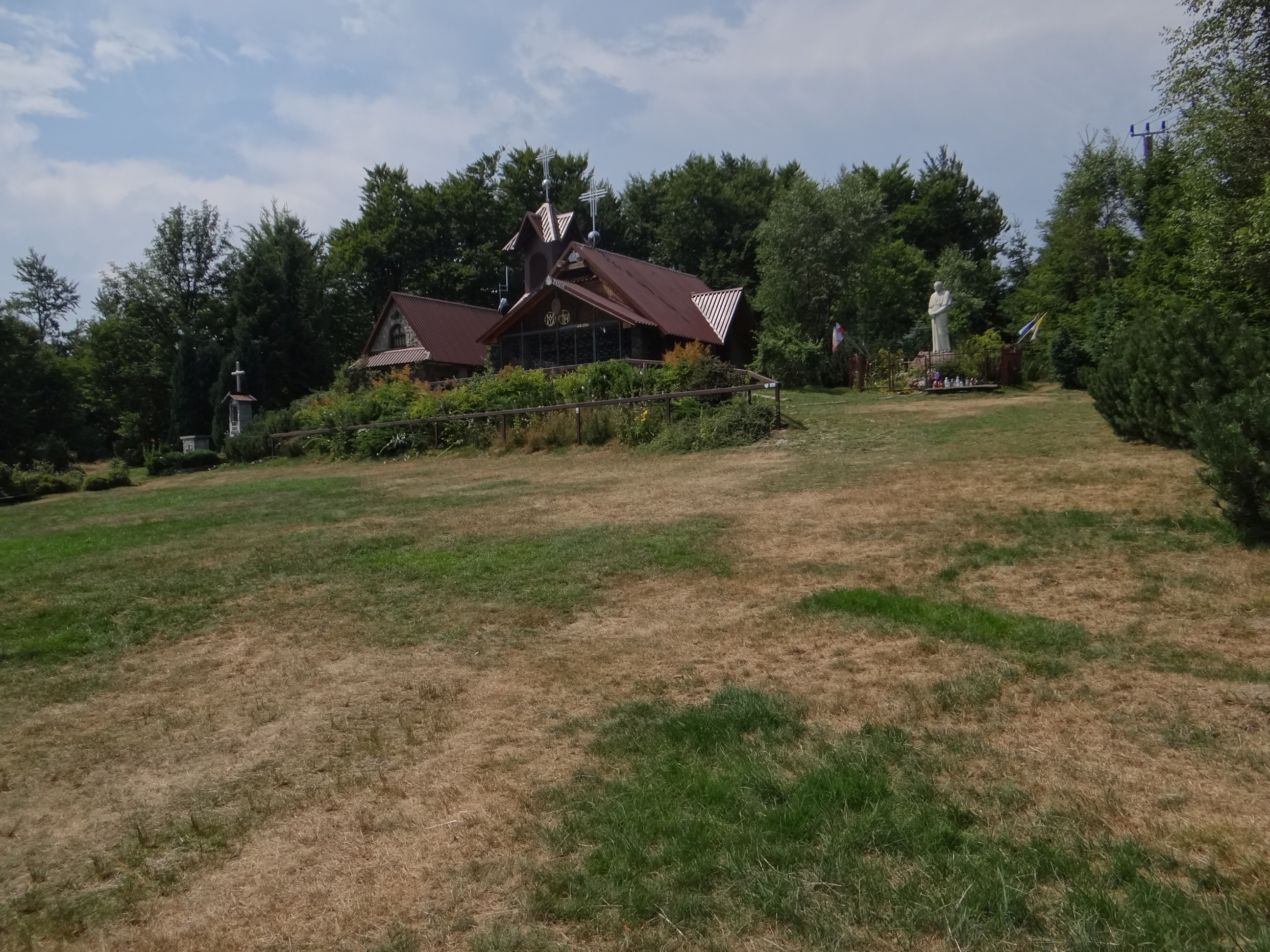
Polana Bargłowa i kaplica Jana Pawła II

Polana Bargłowa – polana pod szczytem Gronia Jana Pawła II w Beskidzie Małym. Znajduje się na południowych stokach tego szczytu. Dawniej, jak wszystkie tego typu polany była to hala pasterska. Była prywatną własnością mieszkańca Targoszowa o nazwisku Bargiel i stąd pochodzi jej nazwa. W 1932 r. została wykupiona przez Polskie Towarzystwo Tatrzańskie, które wybudowało na niej schronisko turystyczne. Obecnie jest to schronisko PTTK Leskowiec. Polana znajduje się w granicach wsi Targoszów w województwie małopolskim, w powiecie suskim, w gminie Stryszawa.
Polana Bargłowa często odwiedzana była przez Jana Pawła II w okresie młodości, gdy mieszkał w Wadowicach. Groń Jana Pawła II dawniej miał nazwę Jaworzyna. 9 grudnia 1981 r. Komisja Turystyki Górskiej Oddziału PTTK w Wadowicach podjęła uchwałę o zmianie nazwy szczytu na obecną. W 1991 r. zamontowano pod szczytem stalowy krzyż, poświęcony „ludziom gór”. W 1995 r. z inicjatywy działacza PTTK Stefana Jakubowskiego z Andrychowa na Polanie Bargłowej, tuż pod szczytem, zbudowano kaplicę. Jest w niej fotel, na którym Jan Paweł II siedział podczas wizyty w Skoczowie w 1995 r. oraz ołtarz z inskrypcją: Jest nas troje: Bóg, góry i ja.